# PZL P.1
Il PZL P.1 era un caccia monomotore con configurazione ad ala di gabbiano realizzato in soli due esemplari dall'azienda polacca Państwowe Zakłady Lotnicze (PZL) alla fine degli anni venti.
Benché rimasto allo stadio di prototipo, il P.1 rappresenta il capostipite dei caccia caratterizzati dalla particolare configurazione alare e che si concretizzò nei successivi P.7, P.11 e P.24.

## Storia del progetto
Alla fine degli anni venti, l'esigenza di sviluppare l'aviazione militare e civile nel proprio paese spinse il governo polacco ad istituire un'azienda statale che iniziasse la produzione locale di velivoli da combattimento di progettazione interamente nazionale. Venne così fondata la Państwowe Zakłady Lotnicze (PZL) il cui compito iniziale fu quello di sviluppare un nuovo velivolo da caccia. Il progetto venne affidato a Zygmunt Puławski, un giovane ingegnere che aveva acquisito esperienza in Francia, che disegnò un modello di costruzione interamente metallica il quale adottava una particolare configurazione alare che abbinava le caratteristiche di stabilità dell'ala alta alla conformazione frontale a V in modo da consentire al pilota una migliore visibilità anteriore. Questo particolare disegno, detto ad ala di gabbiano per la similitudine con cui il volatile dispone le proprie ali, diventerà un tratto distintivo dei suoi successivi disegni.
Il primo prototipo, che assunse la designazione P.1 (poi identificato come P.1/I), venne portato in volo per la prima volta nell'agosto 1929 ai comandi del pilota collaudatore Bolesław Orliński, dimostrando però nel corso dello sviluppo alcune carenze. Venne quindi deciso di modificare il prototipo originale introducendo una serie di migliorie tecniche e costruire un secondo prototipo che ne avrebbe beneficiato (P.1/II). Le modifiche riguardarono l'impennaggio, che introdusse un nuovo elemento verticale, e lo spostamento del radiatore.
Questo venne presentato come risposta ad una specifica emessa dal Regno di Romania, che riguardava un contratto di fornitura per aerei da caccia con cui dotare i propri reparti della Aeronautica Regală Românã. In quell'occasione, pur dando buona prova a conferma della bontà delle modifiche introdotte al progetto originale, non ottenne dalla commissione esaminatrice una valutazione positiva.
Nonostante l'attenzione suscitata a livello internazionale, il modello non venne avviato alla produzione in serie. La PZL venne invitata dal governo polacco a svilupparne una nuova versione mentre la Siły Powietrzne adottava il PWS-10, un nuovo modello sviluppato da un'altra azienda statale, la Podlaska Wytwórnia Samolotów (PWS), e che si era dimostrato già maturo per la produzione in serie.

## Tecnica
Il P.1 era un velivolo di impostazione moderna, per il periodo, che introduceva un aspetto caratterizzato dalla particolare configurazione alare e dalla costruzione interamente metallica.
La fusoliera, realizzata in alluminio anodizzato, era caratterizzata dall'unico abitacolo aperto destinato al pilota e protetto da un minuscolo parabrezza triangolare.
L'ala, montata alta, era caratterizzata da una forma a V, con le due semiali, dotate di un singolo alettone per lato, controventate da una coppia di montanti obliqui incernierati sulla parte inferiore della fusoliera.
Il carrello d'atterraggio era un biciclo anteriore classico, fisso ed ammortizzato, a struttura deformabile, integrato posteriormente da un pattino d'appoggio, anch'esso ammortizzato, posizionato ventralmente nella parte finale della fusoliera.
La propulsione era affidata ad un motore Hispano-Suiza 12Lb, un 12 cilindri a V raffreddato a liquido in grado di erogare una potenza pari a 600 CV (441 kW), racchiuso in un cofano aerodinamico posizionato all'apice anteriore della fusoliera ed abbinato ad un'elica bipala.

## Versioni
PZL P.1/I
primo prototipo.
PZL P.1/II
evoluzione del P.1/I.